# 大島優香
大島 優香（おおしま ゆうか、1978年11月30日 - ）は、日本のAV女優。

## 略歴・人物
2015年2月、マドンナ専属女優としてAVデビュー。AV女優になったきっかけはスカウト。主に熟女系の作品に出演している。モットーは「美しさ＝何かの目標を持って頑張っていること。自分らしさを持っていること」。
小学6年からオナニーをし始め、中学2年の時に初体験した。
撮影に臨む準備として、体の浮腫や歪みを取り、撮影時に体が柔軟に動けるようにしておくため、骨盤矯正やリンパマッサージ、美容点滴へ通って体のコンディションを整え、さらに撮影日を逆算して美容院やネイル、まつげの手入れをするようにしている。食事面では、撮影日の3日前からソイプロテインを多めに摂取するように心がけ、当日は水分補給用の薄めたポカリスエット、疲れた時に摂取するチョコレートとじゃがりこを現場に持参するようにしている。
撮影直前にお風呂で台本や表情のチェックをするようにしているが、本番では気持ちが入り過ぎて、なかなかイメージ通りにいかないとインタビューで明かしている。また、印象的だったシーンとして、雨やシャワーなど水を浴びながらプレイしたシーンを挙げ、「身体や心のどこかかで殻を破る感じになるのが印象的でずっと忘れられない」と答えている。
テクニック面では長い舌を使ったフェラに定評があり、「アナコンダフェラ」と呼ばれている。

## 作品

### アダルトDVD / BD
| 発売日   | タイトル                                                         | DVD 品番 | メーカー | 備考 |
| -------- | ---------------------------------------------------------------- | -------- | -------- | ---- |
| 2月25日  | マドンナ専属デビュー 初撮り本物人妻 AV出演ドキュメント 大島優香  | JUX-526  | マドンナ |      |
| 3月25日  | 禁親相姦 〜義父と嫁の甘い秘め事〜 大島優香                       | JUX-551  | マドンナ |      |
| 4月25日  | 上司の奥さんは僕だけの肉奴隷 大島優香                            | JUX-574  | マドンナ |      |
| 5月25日  | 人妻の卑猥な接吻と性交 〜義弟との激情口姦に堕ちる義姉〜 大島優香 | JUX-599  | マドンナ |      |
| 6月25日  | 今夜、妻の友達と二人きり… 大島優香 立花美里                      | JUX-620  | マドンナ |      |
| 7月25日  | 母の友人 大島優香                                                | JUX-644  | マドンナ |      |
| 8月25日  | 女教師優香の誘惑授業                                             | JUX-670  | マドンナ |      |
| 9月25日  | 人妻夜這いレズ 〜メスに目覚める真夏の初夜〜 大島優香 三浦恵理子  | JUX-692  | マドンナ |      |
| 10月25日 | 夫は知らない 〜私の淫らな欲望と秘密〜 大島優香                   | JUX-715  | マドンナ |      |
| 12月25日 | 女上司の誘惑 大島優香                                            | JUX-759  | マドンナ |      |

| 発売日   | タイトル                                                                                     | DVD 品番 | メーカー | 備考 |
| -------- | -------------------------------------------------------------------------------------------- | -------- | -------- | ---- |
| 1月25日  | 同人作家・黒猫スミス原作 禁断の寝込み相姦コミック続編!! 母さんの女穴つかわせて 後編 大島優香 | URE-033  | マドンナ |      |
| 2月25日  | バイト先で知り合った素敵な奥さん 大島優香                                                    | JUX-801  | マドンナ |      |
| 3月25日  | 人生で一番膣奥を貫かれたあの日から…。大島優香                                                | JUX-823  | マドンナ |      |
| 4月25日  | 綺麗な叔母さんが僕のアパートに泊まりに来て… 大島優香                                         | JUX-846  | マドンナ |      |
| 5月25日  | 私を襲った逃げ場無き凌辱の日々…。大島優香                                                    | JUX-870  | マドンナ |      |
| 6月25日  | 中年男を濃厚な接吻でおもてなす美熟女ソープ 大島優香                                          | JUX-895  | マドンナ |      |
| 7月25日  | 夫の上司に犯され続けて7日目、私は理性を失った…。大島優香                                     | JUX-921  | マドンナ |      |
| 8月25日  | 愛する夫のために他人に身を捧げた美人妻 大島優香                                              | JUX-943  | マドンナ |      |
| 9月25日  | 担任人妻 女教師苛め 〜仕組まれた卑劣な凌辱授業〜 大島優香                                    | JUX-970  | マドンナ |      |
| 10月25日 | 人妻就職活動 〜恥辱のセクハラ面接〜 大島優香                                                 | JUX-995  | マドンナ |      |
| 12月1日  | ドM一家の嫁 大島優香                                                                         | JUY-021  | マドンナ |      |
| 12月25日 | 性欲を持てあました義理の姉さんと僕 出産直前の妻の目を盗んで… 大島優香                        | JUY-046  | マドンナ |      |

| 発売日  | タイトル                                                                               | DVD 品番 | メーカー     | 備考 |
| ------- | -------------------------------------------------------------------------------------- | -------- | ------------ | ---- |
| 2月13日 | 義父と嫁の密かな接吻情事 大島優香                                                      | JUY-073  | マドンナ     |      |
| 3月1日  | 尋問 今晩、妻を責め立て寝取られの一部始終を白状させる―。 大島優香                      | JUY-100  | マドンナ     |      |
| 4月7日  | 射精しまくりたい絶倫男VS射精させない大島優香 3時間ノーカット寸止め生殺しドキュメント!! | JUY-121  | マドンナ     |      |
| 5月7日  | 隣人調教 〜人妻が教え込まれた雌犬性奉仕〜 大島優香                                     | JUY-140  | マドンナ     |      |
| 6月7日  | 貴方の眼の前で輪姦されて…。 それでも私を愛してくれますか? 大島優香                     | JUY-166  | マドンナ     |      |
| 7月1日  | マドンナW専属 豪華初共演ハーレム逆3P!! 僕の巨根を奪い合う二人の兄嫁 友田真希 大島優香  | JUY-187  | マドンナ     |      |
| 8月7日  | 暴風雨 憧れの生保レディと二人だけの夜 大島優香                                         | JUY-212  | マドンナ     |      |
| 10月1日 | あなた、許して…。 －義弟の肉欲 3－ 大島優香                                            | ADN-139  | アタッカーズ |      |
| 11月1日 | 欲求不満な隣の奥さんに筆下ろされた僕 大島優香                                          | JUY-292  | マドンナ     |      |
| 12月1日 | 松雪かなえレズ解禁!! 誰にも言えない愛欲の日々 背徳の人妻レズビアン 松雪かなえ 大島優香 | JUY-318  | マドンナ     |      |

| 発売日   | タイトル | DVD 品番 | メーカー | 備考       |
| -------- | --- | -------- | -------- | ---------- |
| 1月1日   | 声を出せずに堕ちた私 ―夫まで距離1メートル未満の喘ぎ我慢― 大島優香 | JUY-356  | マドンナ |            |
| 2月7日   | 羞恥に濡れた、ランジェリー。大島優香 | JUY-385  | マドンナ |            |
| 3月7日   | 彼女のお母さんにスケベな言葉をささやかれながら筆下ろされた僕 大島優香 | JUY-414  | マドンナ |            |
| 4月7日   | 妻が他人に抱かれてる…。 〜ねとりネトラレ寝取らせて〜 大島優香 | JUY-445  | マドンナ |            |
| 4月25日  | 夫の遺影の前で犯されて、気が狂うほど絶頂した私。大島優香 | JUY-474  | マドンナ |            |
| 5月25日  | 密着セックス 貪り合う隣人同士のW不倫 大島優香 | JUY-505  | マドンナ |            |
| 6月25日  | 大島優香 遂に中出し解禁!!【閲覧注意】 人生で最も寝取られたくないNTR話 息子が5歳になった春、妻の目を盗み素人エロ動画投稿サイトを見ていたら… 妻が見知らぬ男に中出しされる姿が映し出され、息子が僕の子ではなかったと 知らされた時の話です。 | JUY-529  | マドンナ |            |
| 7月25日  | 丸ごと! 大島優香16時間 〜マドンナのセンター・ 大島優香が全37本番の初BEST!! 皆祝いやがれ!〜 | JUSD-763 | マドンナ | 単体ベスト |
| 8月1日   | 欲求不満な人妻の淫マン見せつけ誘惑 たっぷり焦らした特濃精子を膣内吸引する奥様 大島優香 | JUFD-934 | Fitch    |            |
| 8月25日  | 童貞青年に溺れた人妻ソープ嬢 大島優香 | JUY-588  | マドンナ |            |
| 9月25日  | 人妻ジーパン捜査官 大島優香 | JUY-624  | マドンナ |            |
| 10月25日 | 愛しさに濡れた昼下がり ～義母と息子の決して許されない背徳相姦～ 大島優香 | JUY-657  | マドンナ |            |
| 11月25日 | 僕の乳首を常に責めまくり、勃起させながら笑みを浮かべる人妻 大島優香 | JUY-684  | マドンナ |            |
| 12月25日 | 人妻パート痴漢電車 ～車内羞恥に濡れる恥辱の公然わいせつ～ 大島優香 | JUY-711  | マドンナ |            |

| 発売日   | タイトル | DVD 品番 | メーカー | 備考 |
| -------- | --- | -------- | -------- | ---- |
| 1月25日  | 業界最高峰の蛇舌!! 待ちに待った初フェラチオ作品!! 隣の奥さんは、フェラチオ依存症。大島優香 | JUY-739  | マドンナ |      |
| 2月25日  | デビュー4周年記念作品!! 台本はいらない、 演出もいらない、ひたすら求め合うセックス。大島優香 | JUY-763  | マドンナ |      |
| 3月25日  | 妻には口が裂けても言えません、 義母さんを孕ませてしまったなんて…。大島優香 | JUY-799  | マドンナ |      |
| 4月25日  | 早漏人妻と遅漏青年の、終わりなき絶頂性交。大島優香 | JUY-830  | マドンナ |      |
| 5月13日  | じっくり甘えさせた後に激変! 言葉で僕を犯す変態淫語ママ 大島優香 | JUFE-049 | Fitch    |      |
| 6月25日  | 地元へ帰省した三日間、人妻になっていた憧れの幼馴染と 時を忘れて愛し合った記録―。大島優香 | JUY-886  | マドンナ |      |
| 7月25日  | 転職先の女上司に勤務中ずっと弄ばれ続けている新人の僕 大島優香 | JUY-917  | マドンナ |      |
| 8月25日  | 唾液の糸が絡みあう大人の接吻性交 大島優香 | JUY-950  | マドンナ |      |
| 9月25日  | 四六時中、娘婿のデカチ○ポが欲しくて堪らない義母の誘い 大島優香 | JUY-985  | マドンナ |      |
| 10月25日 | 生意気な年下社長を更生させるインテリ淫語ガーター秘書 大島優香 | JUL-018  | マドンナ |      |
| 11月25日 | 働き方改革NTR 働き方改革で部下に残業させる事が出来なくなった、 中小企業の社長である私は人手不足を補うために、 家に帰らず一人オフィスで残業していたのですが、 部下は定時で上がり、私の妻を抱いていました…。 大島優香 | JUL-051  | マドンナ |      |
| 12月25日 | 新米専業主夫の僕が、 隣の奥さんにエプロン姿のまま弄ばれて―。大島優香 | JUL-086  | マドンナ |      |

| 発売日  | タイトル                                                                                       | DVD 品番 | メーカー | 備考       |
| ------- | ---------------------------------------------------------------------------------------------- | -------- | -------- | ---------- |
| 1月25日 | 会社の飲み会が終わり… 酔い潰れた同僚たち、 起きているのは僕と憧れの優香さん二人だけ…。大島優香 | JUL-113  | マドンナ |            |
| 2月25日 | 寝取らせ ルールを破る人妻 ― 一つずつ夫に重ねる罪と嘘 ― 大島優香                                | JUL-145  | マドンナ |            |
| 3月7日  | 大島優香 5th Anniversary 6枚組24時間 ～マドンナが誇る専属人妻、5周年記念総集編～               | JUSD-867 | マドンナ | 単体ベスト |
| 3月25日 | 性欲旺盛な娘婿を密かに寝取る発情義母 ～肉欲を貪り合う背徳中出し性交～ 大島優香                 | JUL-175  | マドンナ |            |
| 4月25日 | 出張先のビジネスホテルでずっと憧れていた女上司とまさかまさかの相部屋宿泊 大島優香              | JUL-202  | マドンナ |            |
| 5月25日 | 「ねぇ? あなた、本当に童貞なの?」 ～童貞詐欺にイカされ続けた人妻～ 大島優香                    | JUL-237  | マドンナ |            |
| 6月25日 | 専務の愛人と噂されている、派遣の女性との研修旅行を命じられました。 大島優香                    | JUL-266  | マドンナ |            |
| 7月25日 | 母をイジメっ子の同級生にNTRれたいじめられっ子の僕 大島優香                                     | JUL-282  | マドンナ |            |
| 8月25日 | 月・水・金のゴミの日の朝、夫に内緒で時短中出しされる人妻 大島優香                              | JUL-300  | マドンナ |            |
| 9月25日 | あの日、あの空き家で待ち合わせた人妻を僕は忘れない…。 大島優香                                 | JUL-323  | マドンナ |            |

| 発売日 | タイトル                               | DVD 品番 | メーカー | 備考       |
| ------ | -------------------------------------- | -------- | -------- | ---------- |
| 3月7日 | 大島優香 The Madonna Best 4枚組 16時間 | JUSD-919 | マドンナ | 単体ベスト |

| 発売日   | タイトル | DVD 品番 | メーカー | 備考 |
| -------- | --- | -------- | -------- | ---- |
| 4月26日  | 妻の妊娠中、オナニーすらも禁じられた僕は上京してきた 義母・優香さんに何度も種付けSEXをしてしまった…。大島優香 | JUL-938  | マドンナ |      |
| 6月28日  | ヌードモデルNTR 上司と羞恥に溺れた妻の衝撃的浮気映像 大島優香                                                 | JUL-999  | マドンナ |      |
| 9月27日  | 卒業式の後に… 大人になった君へ義母からの贈り物―。 大島優香                                                    | JUQ-102  | マドンナ |      |
| 10月25日 | 友母介護 怪我して両手が不自由な僕を 笑顔で汗だく射精奉仕してくれる友達の母・優香さん                          | JUQ-135  | マドンナ |      |

| 発売日   | タイトル | DVD 品番 | メーカー         | 備考       |
| -------- | --- | -------- | ---------------- | ---------- |
| 3月28日  | 汗ほとばしる人妻の圧倒的な腰振りで、僕は一度も腰を動かさずに中出ししてしまった。大島優香                                             | JUQ-207  | マドンナ         |            |
| 4月25日  | 夫の身代わりになった高慢女上司、恥辱のクレーム対応ー。 悪質男に固定バイブを強制されて謝罪と絶頂を繰り返す人妻ー。 大島優香           | JUQ-216  | マドンナ         |            |
| 6月27日  | 隣の美人奥様は毎日、毎日… シーツを洗濯に出すほどの潮吹きド淫乱人妻でした…。 大島優香                                                 | JUQ-294  | マドンナ         |            |
| 7月25日  | 毎晩響く隣の奥さんの喘ぎ声が気になった僕は… ～欲求不満な人妻と汗だくになってヤリまくった昼下がり～ 大島優香                          | JUQ-291  | マドンナ         |            |
| 8月22日  | 美しきアナコンダ痴女の我慢汁だらだら鬼焦らしノーハンドフェラ 大島優香                                                                | ACHJ-016 | マドンナ/ ACHIJO |            |
| 9月26日  | 時には勝手に痴女りたい…。 Madonna専属 究極美熟女『大島優香』お貸しします―。                                                          | ACHJ-021 | マドンナ/ ACHIJO |            |
| 10月24日 | 愛する夫の為に、身代わり週末肉便器。 超絶倫極悪オヤジに、孕むまで何度も中出しされ続けて…。 大島優香                                  | JUQ-389  | マドンナ         |            |
| 10月31日 | 大島優香 Madonna専属 BEST 3枚組12時間                                                                                                | JUMS-043 | マドンナ         | 単体ベスト |
| 11月28日 | 息子の友達の制御不能な絶倫交尾でイカされ続けて… 大島優香                                                                             | JUQ-418  | マドンナ         |            |
| 12月26日 | 高級ソープに行く為、お金と精子を溜めて1ヶ月後―。 巨乳むっちり淫乱寮母に理性が崩壊して精子が枯れ果てるまで生ハメしまくった!! 大島優香 | JUQ-454  | マドンナ         |            |

| 発売日   | タイトル | 規格品番 | 規格品番 | メーカー | 備考 |
| 発売日   | タイトル | DVD      | BD       | メーカー | 備考 |
| -------- | --- | -------- | -------- | -------- | ---- |
| 1月30日  | 中途の人妻社員が肉便器と化すまで、部署全員で輪姦し続ける温泉旅行。大島優香                                                                                                  | JUQ-490  |          | マドンナ |      |
| 1月30日  | 世界一豪華な記念作!! マドンナ20周年記念 感動と絶頂のフィナーレ 湯煙舞う中出し無制限史上初ALL専属バスツアー!! 後編 ～大競”宴”はまだまだ終わらない!! 中出し無制限の大乱交!!～ | JUQ-511  | 9JUQ-511 | マドンナ |      |
| 2月27日  | 友人の母・優香さんの裏の顔を目撃した僕は口止め杭打ち騎乗位で 秘密を守る中出し肉バイブに調教されてしまった…。 大島優香                                                       | JUQ-536  |          | マドンナ |      |
| 3月26日  | 汗が滴る夏の日の69～シックスナイン～情交 俯瞰映像で見る卑猥な中年交尾 大島優香                                                                                              | JUQ-582  |          | マドンナ |      |
| 4月23日  | ストリップ劇場で舞う人妻 大島優香 | JUQ-622  |          | マドンナ |      |
| 5月28日  | 永遠に終わらない、中出し輪姦の日々。 大島優香 | JUQ-692  |          | マドンナ |      |
| 6月25日  | ハプニングバー人妻NTR 「あなたのためよ…」と言っていた妻が いつしか群がる男たちに夢中になっていた。 大島優香                                                                 | JUQ-708  |          | マドンナ |      |
| 7月9日   | 上羽絢 待望のレズ解禁!! ずっと大好きだった親友の絢が、レズ風俗で働き始めた―。 上羽絢 大島優香                                                                               | JUQ-758  |          | マドンナ |      |
| 8月27日  | 健全エステと紹介された職場はまさかの風俗エステ… ゲス店長のセクハラ講習で言いなり調教された人妻 大島優香                                                                     | JUQ-802  |          | マドンナ |      |
| 9月24日  | 「私がお母さんの代わりになってあげる…。」 こっそり布団に忍び込む人妻・優香さんの汗だく逆夜這い合宿 大島優香                                                                 | JUQ-840  |          | マドンナ |      |
| 10月22日 | 貴方のアナルを舐めじゃくり痴女 大島優香 | ACHJ-049 |          | マドンナ |      |
| 11月26日 | 密室お漏らし涙目レ×プ いつもは気の強い高慢女上司の早漏マ〇コを 犯し尽くしてやりましたー。 大島優香                                                                          | JUQ-942  |          | マドンナ |      |
| 12月24日 | 息子の友人ともう5年間、セフレ関係を続けています―。 年下の子と不埒な火遊び… 中出し情事に溺れる私。 大島優香                                                                  | JUQ-978  |          | マドンナ |      |

| 発売日  | タイトル                                                                                                 | 規格品番 | 規格品番 | メーカー | 備考 |
| 発売日  | タイトル                                                                                                 | DVD      | BD       | メーカー | 備考 |
| ------- | --- | -------- | -------- | -------- | ---- |
| 1月28日 | デカチンの悪友に媚薬を盛られ、痙攣・悶絶・大絶頂を繰り返す―。 ≪ケダモノ≫と化した最愛の母。 大島優香      | JUR-149  |          | マドンナ |      |
| 2月25日 | デビュー10周年記念 大島優香 初緊縛!! 麻縄に溺れた人妻                                                    | JUR-017  |          | マドンナ |      |
| 4月22日 | 「体中が熱くて止まらないんです…!!」 お漏らしキメセク絶頂 美容サプリにハマった人妻の体液異常放出 大島優香 | JUR-235  |          | マドンナ |      |
| 6月24日 | 憧れの叔母に媚薬を盛り続けて10日後、 ガンギマリ中出しハメ放題のアヘアヘ肉便器になった…。 大島優香        | ROE-354  |          | MONROE   |      |
| 8月26日 | 義理の娘は男友達を呼び出して毎日、私を輪姦させています―。 大島優香                                       | ROE-385  |          | MONROE   |      |

### アダルトVR
| 発売日  | タイトル | 品番     | メーカー | 備考       |
| 2018年  | 2018年 | 2018年   | 2018年   | 2018年     |
| ------- | --- | -------- | -------- | ---------- |
| 12月7日 | 大島優香 初VR!! 何をしても笑顔で許してくれる理想の義母さん 優香ママが教えてくれる性の手ほどき 丸ごと体験VR | JUVR-003 | マドンナ |            |
| 2020年  | |          |          |            |
| 7月31日 | 【M男専用】仕事でミスを連発する新人の僕が社長室に呼び出され 社長秘書とまさかの二人きり…。逆らえない僕をSっ気たっぷりで弄ぶ 痴女系人妻秘書VR!! 全編ガーターパンスト着用 × 見下し淫語男潮 × インテリ秘書の逆レ〇プ 大島優香                                | JUVR-061 | マドンナ |            |
| 2021年  | |          |          |            |
| 9月10日 | 限定復活! 大島優香 無自覚ボディタッチ過多の友達の母優香さんと 身体を密着させながら唾液だらだらベロチューSEX | JUVR-122 | マドンナ |            |
| 2022年  | |          |          |            |
| 5月6日  | 妻の友人とメンズエステで偶然の再会 「奥さんには秘密にしてシたいことしよ…?」 逢瀬と中出しを繰り返し、優香さんと求め合った僕。 大島優香 | JUVR-144 | マドンナ |            |
| 2023年  | |          |          |            |
| 9月22日 | 「もっとイカせてください…」 不倫相手に支配されるドM妻 性感帯を極限まで開発され続け狂乱オーガズム絶頂 大島優香 | JUVR-175 | マドンナ |            |
| 2024年  | |          |          |            |
| 4月5日  | 大島優香・VR初ベスト256分可憐な微笑みと妖艶な痴態! 全作品SEXシーンはノーカット収録!! | JUVR-192 | マドンナ | 単体ベスト |
| 2025年  | |          |          |            |
| 8月15日 | 超高画質8KVR 見せつけレズ3P 僕にセックスさせてくれない妻・みゆが妻の先輩・優香さんの 性感開発カウンセリングで新たな世界を密かに開花させていた! ユーザーの声にお応えして視点・距離感を大幅改善!! 眼前で卑猥なレズプレイをとことん堪能!! 大島優香 逢沢みゆ | JUVR-244 | マドンナ |            |

### アダルト配信
| 発売日 | タイトル                                                                   | 品番     | メーカー | 備考   |        |
| 2022年 | 2022年                                                                     | 2022年   | 2022年   | 2022年 | 2022年 |
| ------ | -------------------------------------------------------------------------- | -------- | -------- | ------ | ------ |
| 7月5日 | 配信限定 ハメ撮り MADOOOON!!!! マドンナ専属女優の『リアル』解禁。 大島優香 | MDON-021 | マドンナ |        |        |

### イメージDVD / BD
| 発売日  | タイトル                     | 規格品番  | 規格品番  | メーカー   | 備考   |
| 発売日  | タイトル                     | DVD       | BD        | メーカー   | 備考   |
| 2024年  | 2024年                       | 2024年    | 2024年    | 2024年     | 2024年 |
| ------- | ---------------------------- | --------- | --------- | ---------- | ------ |
| 7月28日 | 艶姿 ～あですがた～ 大島優香 | NNSSA-029 | NNSBD-029 | oldman par |        |

### 写真集
- 大島優香写真集 清し女（2019年2月6日、双葉社、撮影：上野勇）ISBN 978-4575314250[11]
- 大島優香写真集『艶姿 ～あですがた～』（2024年7月26日、ジーウォーク、撮影：篠原潔）ISBN 978-4-86717-721-1[12]

### デジタル写真集
- 週刊大衆デジタル写真集NUDE 大島優香 Vol.1（2018年12月28日、双葉社、撮影：関純一）[13]
- マドンナALLSTARS 肉宴（2019年12月23日、小学館、撮影：藤本和典）- AVメーカー『マドンナ』専属女優によるデジタル写真集[14]。
- 大島優香 貞淑妻の献身（2020年2月28日、小学館、撮影：西田幸樹）[15]
- 大島優香 不貞妻の淫蕩（2020年2月28日、小学館、撮影：西田幸樹）[16]
- メロウ 〜熟された色香が漂う～ 大島優香（2021年6月18日、プレステージ出版、撮影：街田和由）- MGSブックスとFANZAブックスでは6月11日に先行配信された[17]。また【グラビア写真集】と【ヌード写真集】の2種類あり、【ヌード写真集】には特典映像が付属する[18]。
- れいむ 大島優香 vol.01～vol.04（2024年8月30日、ジーウォーク、撮影：篠原潔）
- 大島優香「癒やらし美尻妻」週刊実話デジタル写真集（2025年2月7日、日本ジャーナル出版、撮影：SATOSHI）

## 出演

### テレビ
- 特命係長 只野仁 第44話（2017年1月21日、AbemaTV） - 「田辺真由美」役

### ラジオ
- 大島優香のおねえさんの秘密♡（2024年7月29日 - 、ラジオクロニクル）[19][20]

### ゲーム
- 新宿スカウトバトル（2019年12月2日、DMM GAMES）- 海外マフィア『九頭竜会』四の竜役[21]

### 雑誌
- 週刊大衆 2018年4月16日号（2018年4月2日、双葉社） - グラビア
- 週刊大衆 2018年5月21日号（2018年5月7日、双葉社） - グラビア
- 週刊大衆 2018年7月9日号（2018年6月25日、双葉社） - グラビア
- 週刊ポスト 2019年2月15日・22日号（2019年2月4日、小学館）- グラビア
- 実話BUNKA超タブー  2019年12月号（2019年11月15日、コアマガジン）- 袋とじ『北条麻紀・篠田ゆう・大島優香・瞳リョウ・白木優子 他  美熟女女優11人の蒸れた女性器』
- 週刊大衆 2021年1月25日号（2021年1月8日、双葉社）- グラビア
- 週刊実話 2021年5月6・13日合併号（2021年4月22日、日本ジャーナル出版）- 袋とじグラビア
- 週刊実話 2021年7月15日号（2021年7月1日、日本ジャーナル出版）- 袋とじグラビア
- 週刊実話 2022年1月27日号（2022年1月13日、日本ジャーナル出版）- 袋とじ『癒やらし熟女』